# Lista de monarcas soberanos durante a Segunda Guerra Mundial
Este artigo lista os monarcas soberanos durante o decorrer da Segunda Guerra Mundial (1939-1945). A Segunda Grande Guerra, como também é conhecida, foi um conflito bélico de grandes proporções protagonizado principalmente pelas mais proeminentes nações soberanas da Europa do século XX e se estendeu de 1 de setembro de 1939 - quando a Alemanha Nazista invadiu o território da Polônia - até 2 de setembro de 1945 - quando as forças militares japonesas oficializaram sua rendição. Apesar de não ter sido motivado por questões ligadas diretamente ao sistema monárquico, o conflito ocasionou o envolvimento direto de diversos Estados monárquicos em todo o globo além de acarretar mudanças drásticas na visão global de monarquias e casas reais ou até mesmo na transição de diversos destes reinos para o sistema republicano nas décadas seguintes.
Neste período, a maioria dos Estados monárquicos era governado através do sistema de monarquia constitucional, no qual o monarca encabeça o sistema executivo sob a observância de um parlamento e com base numa constituição que geralmente regulamenta seus poderes políticos. As exceções são algumas monarquias do Sudeste asiático, como Arábia Saudita (que já vinha sendo governada desde 1932 de maneira absoluta pelo Rei Ibne Saúde) e o Reino do Butão (governado de forma absoluta pela Dinastia Wangchuk).
Nas duas frentes beligerantes do conflito, duas monarquias constitucionais compunham as Potências do Eixo (Reino de Itália e Império do Japão) e o Reino Unido da Grã-Bretanha e Irlanda era a única monarquia de frente nos Aliados. Alguns Estados monárquicos serviram como Estado cliente de um dos lados do conflito, como o Império do Vietnã e o Reino da Kampuchea (clientes do Império do Japão) e o Reino do Iraque (cliente do Reino Unido). Os demais Estados monárquicos assumiram um dos lados beligerantes ou mantiveram seu apoio informal ao longo de todo o conflito como é o caso de Afeganistão, Bulgária e Romênia (que se opuseram em dado momento à expansão territorial alemã).
O fim da Segunda Guerra Mundial teve um impacto significante sobre o regime monárquico dos países envolvidos. Como decorrência da derrota no conflito, a Itália aderiu à república e encerrou o reinado da Casa de Saboia em 1946 enquanto a Casa Imperial do Japão renunciou à maior parte de suas atribuições de Estado assumindo o caráter meramente cerimonial que exerce ainda nos dias atuais. Na Bélgica, o Rei Leopoldo III enfrentou forte oposição de seu povo por render-se à ocupação alemã em 1940 e, após sua tentativa de retorno ao país, o monarca aceitou abdicar do trono em favor de seu filho Balduíno I em 1951. No Oriente Médio, o Emirado da Transjordânia teve parte de seu território modificado e remodelado como o atual Reino Haxemita da Jordânia. 

## Lista de monarcas
| Reino          | Monarca | Monarca                             | Coroação                                                                  | Casa real                | Tipo de monarquia | Ref. |
| -------------- | ------- | ----------------------------------- | ------------------------------------------------------------------------- | ------------------------ | ----------------- | ---- |
| Afeganistão    |         | Xá Maomé Zair Xá                    | 8 de novembro de 1933 (5 anos, 9 meses e 24 dias antes do conflito)       | Baraquezai               | Constitucional    |      |
| Albânia        |         | Rei Vítor Emanuel III               | 7 de abril de 1939 (6 anos, 4 meses e 25 dias antes do conflito)          | Saboia                   | Constitucional    |      |
| Arábia Saudita |         | Rei Ibne Saúde                      | 22 de setembro de 1932 (6 anos, 11 meses e 10 dias antes do conflito)     | Saud                     | Constitucional    |      |
| Bélgica        |         | Rei Leopoldo III                    | 25 de fevereiro de 1934 (5 anos, 6 meses e 7 dias antes do conflito)      | Saxe-Coburgo-Gota        | Constitucional    |      |
| Bulgária       |         | Rei Bóris III                       | 3 de outubro de 1918 (20 anos, 10 meses e 29 dias antes do conflito)      | Saxe-Coburgo-Koháry      | Constitucional    |      |
| Bulgária       |         | Rei Simeão II                       | 28 de agosto de 1943 (3 anos, 11 meses e 27 dias depois do conflito)      | Saxe-Coburgo-Koháry      | Constitucional    |      |
| Butão          |         | Rei Jigme Wangchuck                 | 26 de agosto de 1926 (13 anos e 6 dias antes do conflito)Texto em negrito | Wangchuck                | Constitucional    |      |
| Dinamarca      |         | Rei Cristiano X                     | 14 de maio de 1912 (27 anos, 3 meses e 18 dias antes do conflito)         | Glücksburgo              | Constitucional    |      |
| Egito          |         | Rei Faruque I                       | 29 de julho de 1937 (2 anos, 1 mês e 3 dias antes do conflito)            | Maomé Ali                | Constitucional    |      |
| Império Etíope |         | Imperador Haile Selassie            | 2 de abril de 1930 (9 anos, 4 meses e 30 dias antes do conflito)          | Salomão                  | Constitucional    |      |
| Grécia         |         | Rei Jorge II                        | 3 de novembro de 1935 (3 anos, 9 meses e 29 dias antes do conflito)       | Glücksburgo              | Constitucional    |      |
| Hungria        |         | Regente Miklós Horthy               | 1 de março de 1920 (19 anos e 6 meses antes do conflito)                  | –                        | Constitucional    |      |
| Irã            |         | Xá Reza Xá Pahlavi                  | 24 de abril de 1926 (13 anos, 4 meses e 8 dias antes do conflito)         | Pahlavi                  | Constitucional    |      |
| Iraque         |         | Rei Faiçal II                       | 4 de abril de 1939 (4 meses e 28 dias antes do conflito)                  | Haxemita                 | Constitucional    |      |
| Itália         |         | Rei Vítor Emanuel III               | 29 de julho de 1900 (39 anos, 1 mês e 3 dias antes do conflito)           | Saboia                   | Constitucional    |      |
| Iugoslávia     |         | Rei Pedro II                        | 28 de março de 1941 (1 ano, 6 meses e 27 dias após do conflito)           | Karađorđević             | Constitucional    |      |
| Japão          |         | Imperador Hirohito                  | 10 de novembro de 1928 (10 anos, 9 meses e 22 dias antes do conflito)     | Yamato                   | Constitucional    |      |
| Liechtenstein  |         | Príncipe-soberano Francisco José II | 25 de julho de 1938 (1 ano, 1 mês e 7 dias antes do conflito)             | Liechtenstein            | Constitucional    |      |
| Luxemburgo     |         | Grã-Duquesa Carlota                 | 14 de janeiro de 1919 (20 anos, 7 meses e 18 dias antes do conflito)      | Nassau-Weilburg          | Constitucional    |      |
| Marrocos       |         | Rei Maomé V                         | 17 de novembro de 1927 (11 anos, 9 meses e 15 dias antes do conflito)     | Alauí                    | Constitucional    |      |
| Mascate e Omã  |         | Sultão Saíde ibne Taimur            | 10 de fevereiro de 1932 (7 anos, 6 meses e 22 dias antes do conflito)     | Abuçaíde                 | Absoluta          |      |
| Mónaco         |         | Príncipe-soberano Luís II           | 27 de junho de 1922 (17 anos, 2 meses e 5 dias antes do conflito)         | Grimaldi                 | Constitucional    |      |
| Noruega        |         | Rei Haakon VII                      | 22 de junho de 1906 (33 anos, 2 meses e 10 dias antes do conflito)        | Glücksburgo              | Constitucional    |      |
| Países Baixos  |         | Rainha Guilhermina                  | 23 de novembro de 1890 (48 anos, 9 meses e 9 dias antes do conflito)      | Orange-Nassau            | Constitucional    |      |
| Reino Unido    |         | Rei Jorge VI                        | 12 de maio de 1937 (2 anos, 3 meses e 20 dias antes do conflito)          | Windsor                  | Constitucional    |      |
| Romênia        |         | Rei Miguel I                        | 6 de setembro de 1940 (1 ano e 5 dias após do conflito)                   | Hohenzollern-Sigmaringen | Constitucional    |      |
| Tailândia      |         | Rei Ananda Mahidol                  | 2 de março de 1935 (4 anos, 5 meses e 30 dias antes do conflito)          | Chacri                   | Constitucional    |      |
| Suécia         |         | Rei Gustavo V                       | 8 de dezembro de 1907 (31 anos, 8 meses e 24 dias antes do conflito)      | Bernadotte               | Constitucional    |      |
| Transjordânia  |         | Rei Abedalá I                       | 1 de abril de 1921 (18 anos e 5 meses antes do conflito)                  | Haxemita                 | Constitucional    |      |
| Vaticano       |         | Papa Pio XII                        | 2 de março de 1939 (5 meses e 30 dias antes do conflito)                  | –                        | Eletiva           |      |
| Vietnã         |         | Imperador Bảo Đại                   | 8 de janeiro de 1926 (13 anos, 7 meses e 24 dias antes do conflito)       | Nguyen                   | Constitucional    |      |